# Dekanat Brisbane North East
Dekanat Brisbane North East – jeden z 13 dekanatów rzymskokatolickiej archidiecezji Brisbane w Australii. 
Według stanu na wrzesień 2016 w skład dekanatu wchodziło 9 parafii rzymskokatolickich. 
Dziekanem jest ks. Gerry Hefferan z parafii św. Józefa i św. Antoniego w Bracken Ridge, zaś siedziba dekanatu znajduje się pod adresem 30 Eldorado Street, Bracken Ridge 4017. 
Swoim zasięgiem dekanat obejmuje północną część miasta Brisbane. Spośród 9 parafii, 6 prowadzonych jest przez księży ze zgromadzeń zakonnych. 

## Lista parafii
Źródło:
| Lp. | Miejscowość   | Parafia                                                   | Grafika | Kościół                                                            | Adres                                 | Proboszcz                    |
| --- | ------------- | --------------------------------------------------------- | ------- | ------------------------------------------------------------------ | ------------------------------------- | ---------------------------- |
| 1   | Hendra        | Parafia Najświętszej Maryi Panny Wspomożenia Wiernych     |         | Kościół Najświętszej Maryi Panny Wspomożenia Wiernych w Hendra     | 25 Bowman Street Hendra 4011          | ks. Paul Chackanikunnel, CMI |
| 2   | Aspley        | Parafia Najświętszej Maryi Panny Naszej Pani i św. Dymfny |         | Kościół Najświętszej Maryi Panny Naszej Pani i św. Dymfny w Aspley | 479 Robinson Road Aspley 4034         | ks. Gabriel Kalu, PP         |
| 3   | Nundah        | Parafia Ciała Chrystusa                                   |         | Kościół Ciała Chrystusa w Nundah                                   | 20 Donkin Street Nundah 4012          | ks. Bernie Gallagher, PP     |
| 4   | Bracken Ridge | Parafia św. Józefa i św. Antoniego                        |         | Kościół św. Józefa i św. Antoniego w Bracken Ridge                 | 30 Eldorado Street Bracken Ridge 4017 | ks. Gerry Hefferan, PP       |
| 5   | Brighton      | Parafia Prawdziwej Obecności                              |         | Kościół Prawdziwej Obecności w Brighton                            | 23 Greenwood Street Brighton 4017     |                              |
| 6   | Clayfield     | Parafia św. Agaty                                         |         | Kościół św. Agaty w Clayfield                                      | 52 Oriel Road Clayfield 4011          | ks. Adrian Farrelly          |
| 7   | Geebung       | Parafia św. Kewina                                        |         | Kościół św. Kewina w Geebung                                       | 251 Newman Road Geebung 4034          | ks. Aidan Carvill, SM        |
| 8   | Hamilton      | Parafia św. Cecylii                                       |         | Kościół św. Cecylii w Hamilton                                     | 25 Bowman Street Hendra 4011          | ks. Paul Chackanikunnel, CMI |
| 9   | Zillmere      | Parafia św. Flannana                                      |         | Kościół św. Flannana w Zillmere                                    | 194 Handford Road Zillmere 4034       | ks. John Kilinko             |